# Droga krajowa B447 (Niemcy)
Droga krajowa 447 (niem. Bundesstraße 447) – niemiecka droga krajowa przebiegająca na osi północ - południe w całości po terenie Hamburga.

Drogi w rejonie Hamburga